# Pseudopanurgus pectidellus
Pseudopanurgus pectidellus is een vliesvleugelig insect uit de familie Andrenidae. De wetenschappelijke naam van de soort is voor het eerst geldig gepubliceerd in 1904 door Cockerell.